# Arrondissement Hangu
Hangu is een arrondissement in de prefectuur Tangshan in de noordoostelijke provincie Hebei, Volksrepubliek China. 